# الرغائب
الرغائب منطقة بالقرب من قرية الفريش، تبعد عن المدينة المنورة تسعة وعشرين ميلاً (40 كم)، كانت تقع فيها فرية السيالة التاريخية المندثرة.